# Eggstone
Eggstone es una banda de indie pop sueca, formada en 1986. Los tres miembros – Per Sunding (voz principal y bajo eléctrico), Patrik Bartosch (guitarra) y Maurits Carlsson (batería) – fueron criados en pequeño pueblo costero de Lomma. En 1991, ellos formaron los estudios Tambourine en Malmö junto con el productor Tore Johansson.
Su álbum debut Eggstone in San Diego fue publicado en 1992, seguido por Somersault, publicado dos años más tarde. A principios de 1997, ellos publicaron Vive La Différence!, su tercer álbum de larga duración, en su propio sello discográfico, Vibrafon.
En 2016, la banda hizo un regreso inesperado con la canción "Like So", la cual apareció en varios servicios de transmisión.

## Miembros
- Per Sunding – voz principal, bajo eléctrico
- Patrik Bartosch – guitarra, coros
- Maurits Carlsson – batería, coros

## Discografía
Álbumes de estudio
- Eggstone in San Diego (1992)
- Somersault (1994)
- Vive La Différence! (1997)